# Passalus inca
Passalus inca (лат.) — вид сахарных жуков рода Passalus из семейства пассалиды (Passalidae). Неотропика (Боливия, Перу). Длина около 3 см. Отличается следующими признаками: центральный бугорок не сросшийся с медианной частью головы, острый, не вогнутый на вершине, сильно сулькатный у основания; плечи опушены (у близкого вида Passalus pugionatus плечи голые, а центральный бугорок не сулькатный у основания). Вторичные медиально-фронтальные бугорки отсутствуют или рудиментарны (группа «Petrejus»); гипостомальный отросток без матовой бороздки над вершиной (подрод Passalus). Максилла с лациниями, двузубчатыми в апикальной трети. Медиобазальный участок ментума выступающий. Простернеллум ромбовидный.